# ملعب تشارميلس
ملعب تشارميلس (بالإنجليزية: Charmilles Stadium)‏ هو ملعب كرة قدم متعدد الأغراض يقع في جنيف، سويسرا، يتسع لـ 9,250 متفرج.

## التاريخ
افتتح الملعب في يونيو 1930. تم إغلاقه في 2002.

## أهم الأحداث التي استضافها
- كأس العالم لكرة القدم 1954